# Gállei erőd
A gállei erőd (szingalézül: ගාලු කොටුව (Gálu kotuva), tamilul: காலிக் கோட்டை (Kálik kóttai), más néven: holland erőd) Srí Lanka európai kultúrához kapcsolódó történelmi emlékei közül az egyik legjelentősebb. A portugálok építették a 16. században, később a hollandoké, majd a briteké lett. Ma a Világörökség részét képezi.

## Története
Maga Gálle város már Ptolemaiosz 2. századi térképén is megjelent, és a későbbi évszázadok híres utazói közül is többen tesznek róla említést. A portugál hajósok 1505-ben itt szálltak először partra Srí Lanka szigetén. Nem sokkal később szövetséget kötöttek a helyi királlyal, és nekiláttak egy kezdetleges, palánkokkal és cövekből készült falakkal körbevett erőd felépítésének. 1541-ben ebben az erődben egy ferences kápolnát is létesítettek, amelynek romjai még ma is láthatók. Ez az erőd, amelyet Szent Kereszt- (Santa Cruz-) erődnek hívtak, azonban még csak sárból és pálmafákból készült, és kezdetben igen kicsi volt, csak később egészítették ki további védművekkel, őrtoronnyal és három bástyával.
Ahogy a portugálok hatalma és befolyása növekedett, székhelyüket áttették Colombóba, de 1588-ban, amikor ottani központjukat I. Rádzsaszinha szítávakai király megtámadta, visszatértek Gálléba. Amikor a későbbi években fokozódott a helyiek ellenállása a portugálokkal szemben, az erődöt fogolytáborként is használták.
1640-ben a hollandok egy Koster nevű ember vezetésével és II. Rádzsaszinha kandi királlyal szövetkezve mintegy 2500 emberrel támadást indítottak a gállei erőd ellen, végül sikerült is elfoglalniuk. A szingaléz uralkodó, hálából, hogy megszabadulhatott a portugáloktól, a helyiek segítségével, immár holland specifikációk alapján hozzájárult az erőd újjáépíttetéséhez. A hollandok a következő időszakban továbbfejlesztették az immár fő központjukként használt gállei erődöt: barokk protestáns templomot, parancsnoki rezidenciát, fegyverraktárat, közigazgatási épületeket, lakónegyedeket, raktárakat, üzleteket, kovács-, ács- és kötélverőműhelyt is létesítettek benne. Ugyancsak a holland korból származik az a szennyvízcsatorna-rendszer, amelyet dagálykor eláraszt a tenger vize, majd amikor a vízszint visszacsökken, magával viszi a felgyülemlett szennyet is.

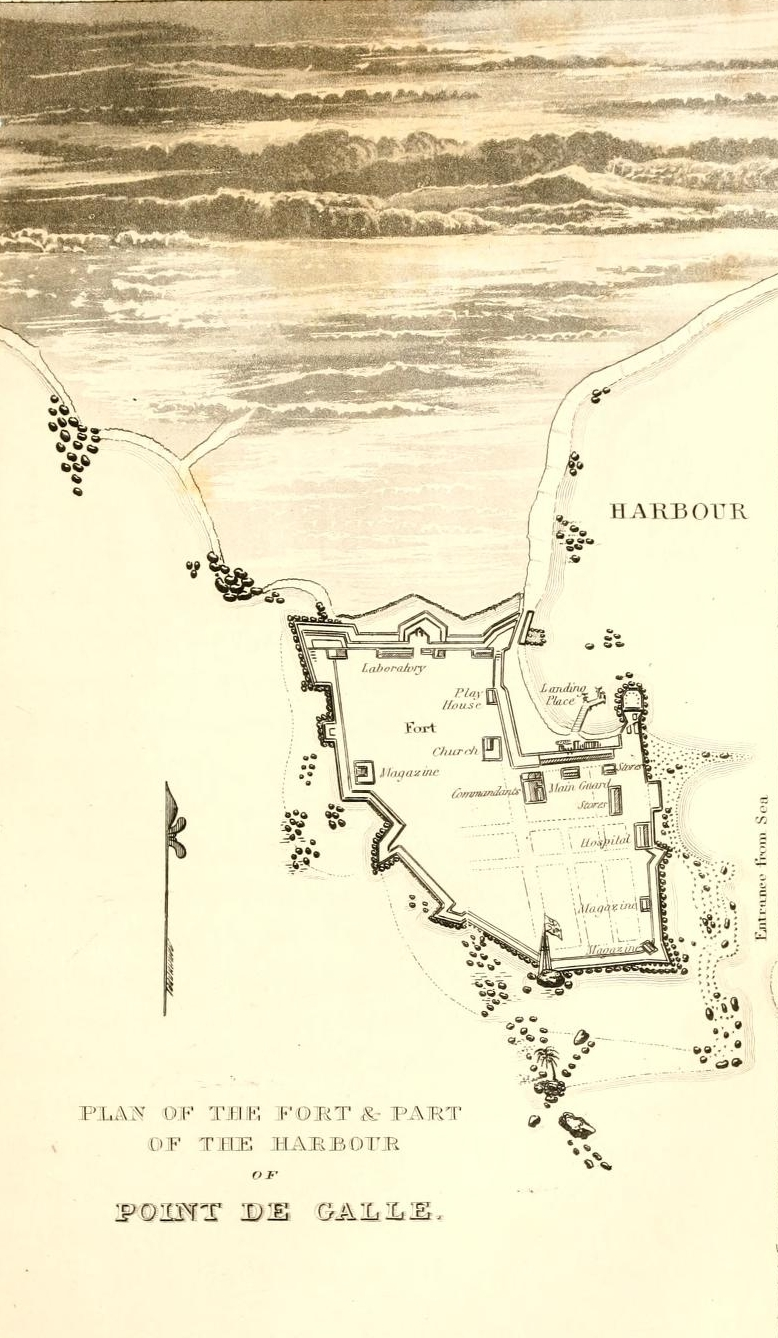
1796-os térkép az erődről

A megerősített erődfalak többsége 1663-ban épült, ezekhez a hollandok már gránitot és korallokat is felhasználtak. Összesen 14 bástyát építettek (neveik például: Nap, Hold, Csillag, Hajnal, Utrecht és Kleipenberg), az erődítmény területe 130 holdra nőtt. Az erődben rácsos szerkezetű utcahálózatot alakítottak ki, de az erőd széleihez közeli utak párhuzamosak voltak a külső védművekkel, hogy egy esetleges támadás esetén a védők könnyebben mozoghassanak.
A holland uralom 1796-ig tartott, ekkor azonban a britek elfoglalták Colombót, egy héttel később pedig a gállei erőd is az ő kezükre került. Mivel azonban a brit központ Colombóban működött, Gállére kevés figyelmet fordítottak: az erőd jelentősége az idő múlásával folyamatosan csökkent. Ennek ellenére fejlesztéseket is hajtottak benne végre: a sáncárkot lezárták, az Utrecht bástyánál világítótornyot építettek, a Nap és a Hold bástya között pedig új kaput nyitottak. 1883-ban egy tornyot is emeltek Viktória királynő jubileumára, a második világháborúban pedig megerősítették az erődöt. A régi világítótorony 1934-ben leégett, helyette néhány évvel később építettek újat.

## Leírás
Az erőd a Srí Lanka délnyugati partján található Gálle városban helyezkedik el, egy olyan félszigeten, ami a modernkori belvárostól délre nyúlik bele az Indiai-óceánba. Maga az erőd hosszúsága és szélessége is mintegy 600–700 méter, benne egy egész városrész található jónéhány utcával. Az erődöt a város többi részétől a félsziget körülbelül 400 méter szélességű „nyele” választja el: itt épült fel a Gallei nemzetközi krikettstadion.
Két főkapuja van, mindkettőt hullórostéllyal látták el. A főbejárat északon nyílik, közvetlenül a krikettstadion déli oldalán levő körforgalomnál. A korábban itt húzódó árok még a portugál időkből származott, ezt a hollandok kiszélesítették, 1669-ben pedig egy felvonóhidat létesítettek rajta. A másik, a régi főkapu a kikötő felőli (északkeleti) oldalon található. Ennek külső oldala fölött a brit királyi címer látható, belső oldala fölött az ANNO MDCLXIX felirat, fölötte pedig egy holland jelkép: oroszlánok között a VOC felirat, ami a Vereenigde Oostindische Compagnie, azaz a Holland Kelet-indiai Társaság rövidítése.
Továbbhaladva a fal mentén a Fekete bástyához jutunk, amely az egész erőd legrégebbi bástyája, és amit még a portugálok építettek. A keleti fal déli végén található az Utrecht bástya, valamint egy jóval később, 1938-ban épült, 18 méter magas világítótorony. A délnyugati sarokban található az a bástya, ahonnan a közeledő hajókat a veszélyes vízalatti sziklákra figyelmeztették. Innen északnyugatra található a Trion bástya, ahol egy szélmalom maradványai vannak: ez arra szolgált, hogy energiája segítségével a tengerből vizet húzzanak fel a kiszáradt utcák locsolására.
Az erődben található utcák mentén számos alacsony (1- vagy 2-szintes) holland gyarmati stílusú ház áll. Rajtuk kívül számos nevezetes épület található még itt:
- Holland protestáns templom: eredetileg 1640-ben épült, a hozzá tartozó harangláb 1707-ből származik. Az újabb templomépület 1752-ben épült. Orgonája és fa szószéke figyelemre méltó.
- Amangalla szálloda: a 17. századi épület eredetileg a holland kormányzó és személyzete számára volt fenntartva, majd 1865-ben szállodává alakították New Orient néven. Mára modernizálták, az Aman Resorts tulajdonában áll.
- Holland kormánypalota
- Parancsnoki rezidencia
- Nemzeti Tengerészeti Múzeum: eredetileg a 17. században épült raktárnak, hajózási felszereléseket és fűszereket tároltak benne.
- A Nemzeti Múzeum gállei kiállítóhelye: egy 1656-os épületben működik.
- Régi holland kórház
- Míra mecset: 1904-ben épült, barokk, brit–viktoriánus és arab stílusjegyeket ötvöz.
- A portugál katolikus templom helyén levő buddhista templom
- Mindenszentek anglikán templom: 1871-ben épült.
- Óratorony: 1882-ben épült.

## Képek

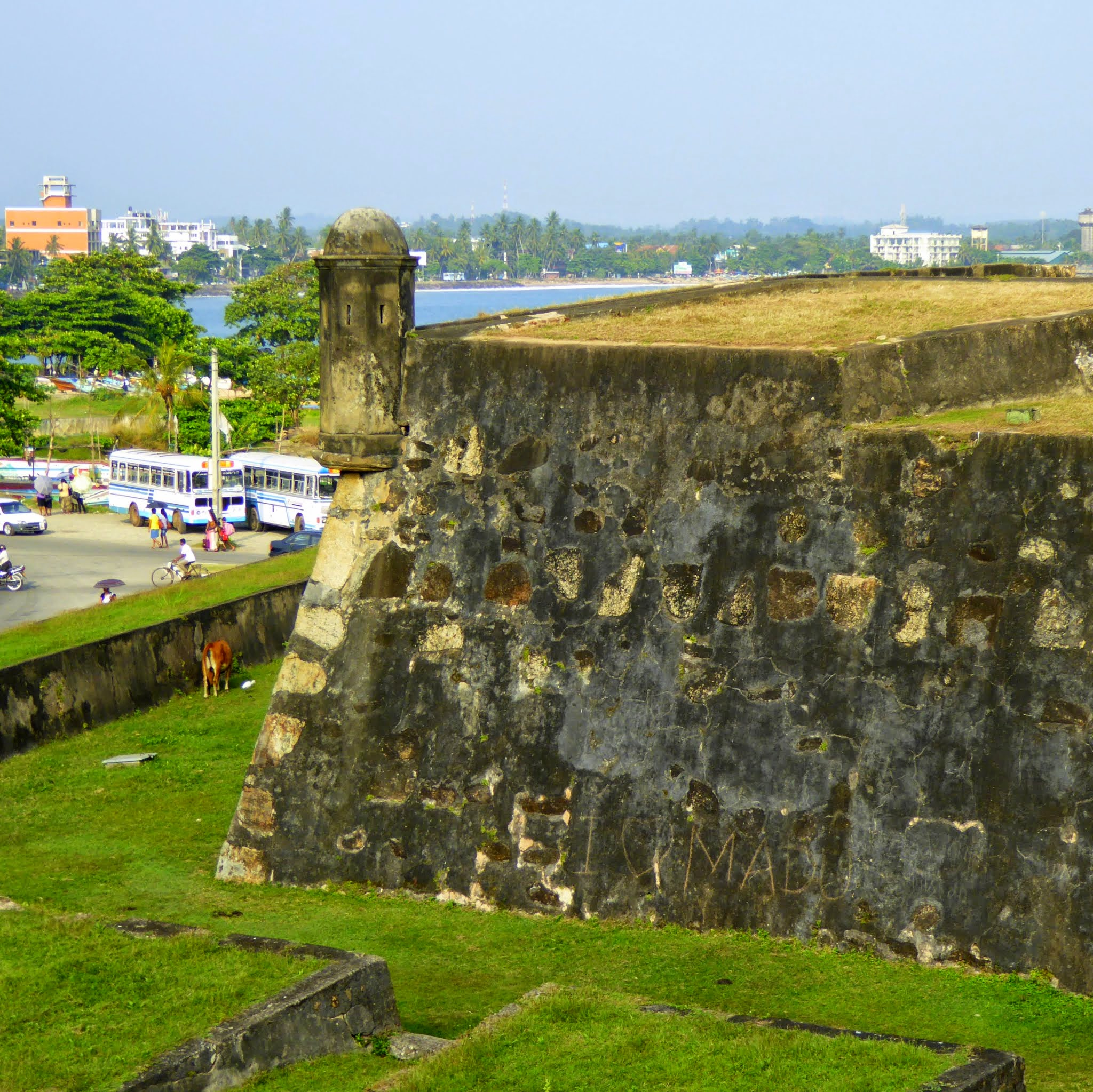
Egy erődített fal sarka kis bástyával
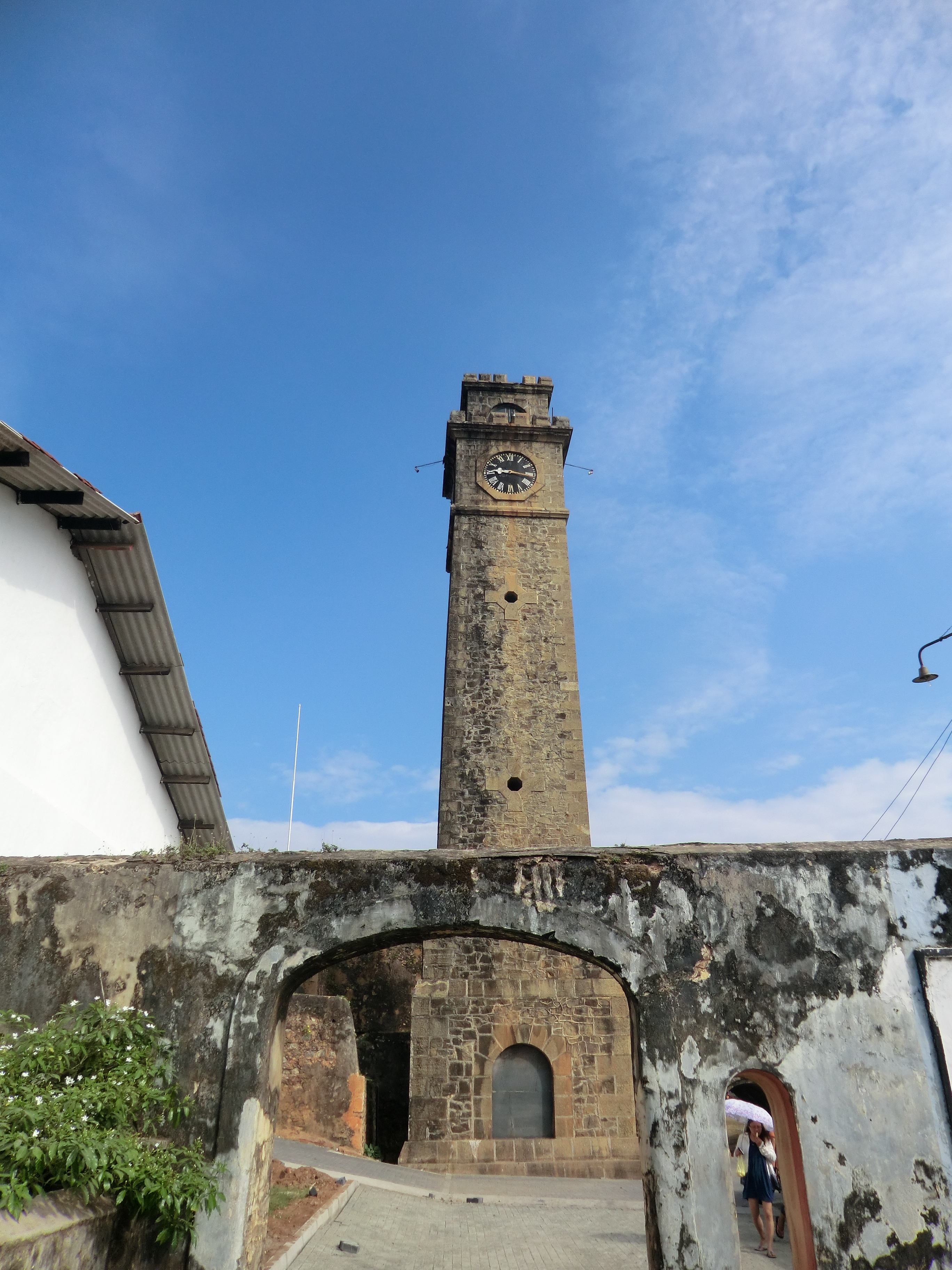
Az erőd részlete az óratoronnyal
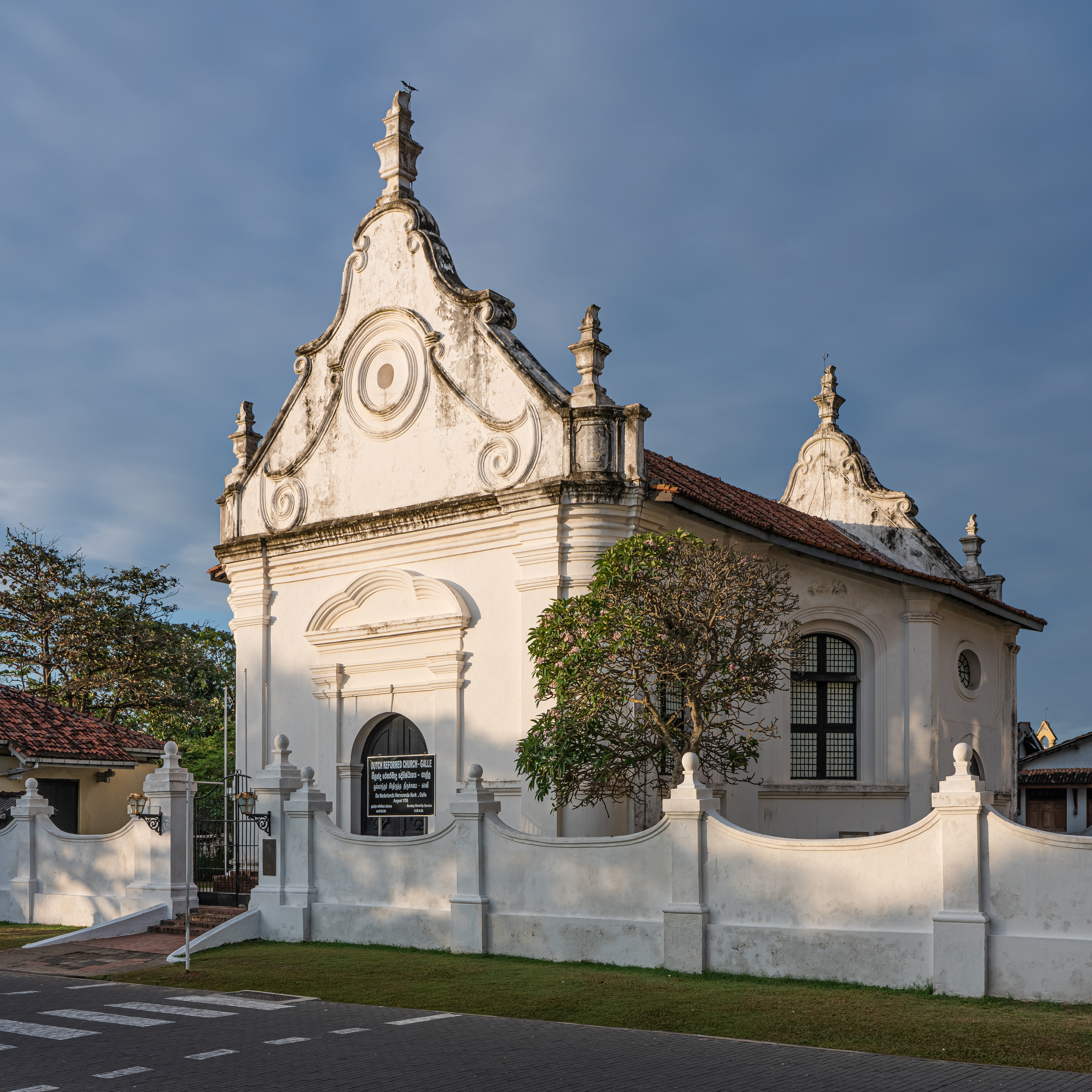
A holland protestáns templom
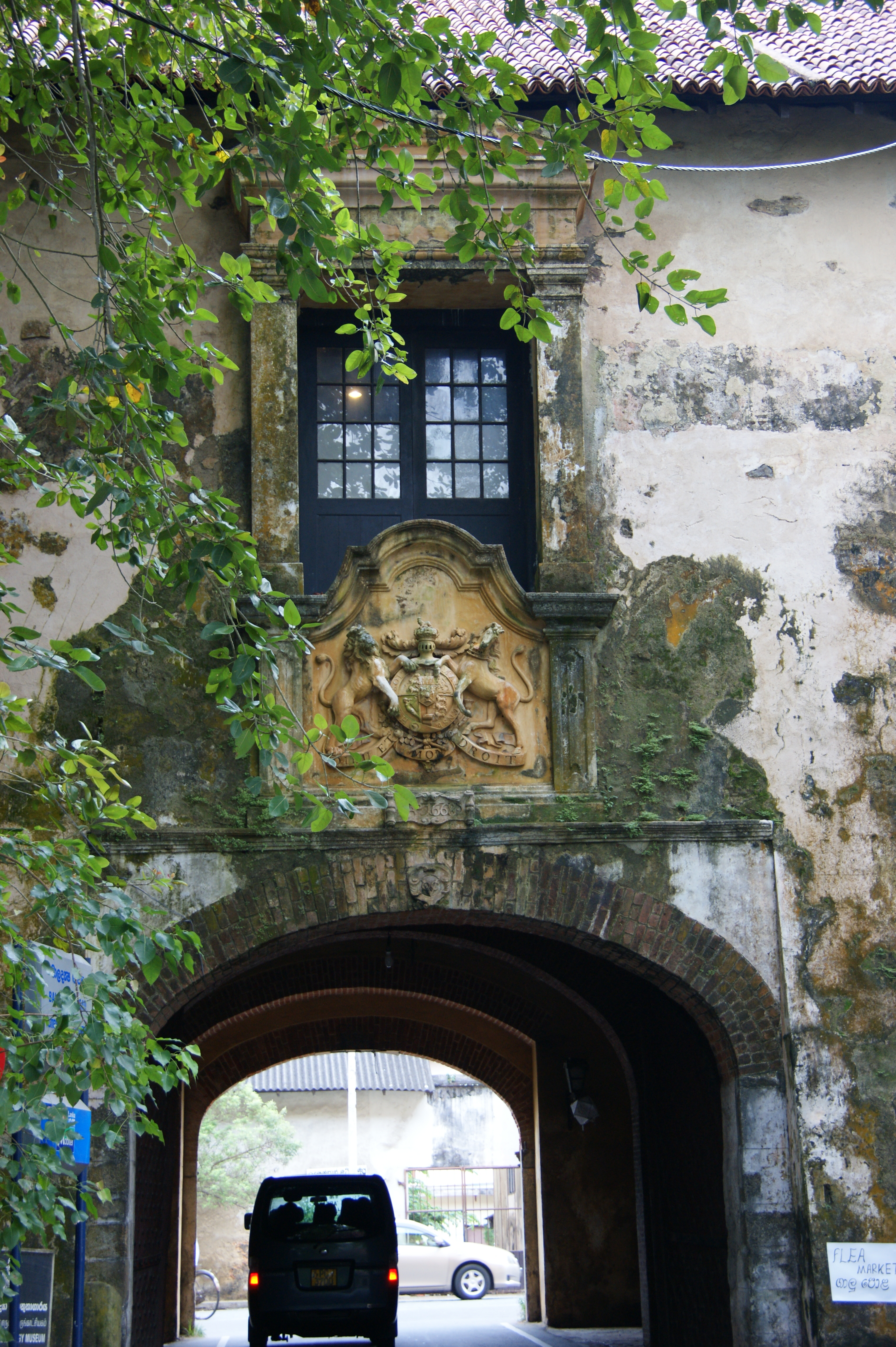
Régi bejárati kapu a brit címerrel
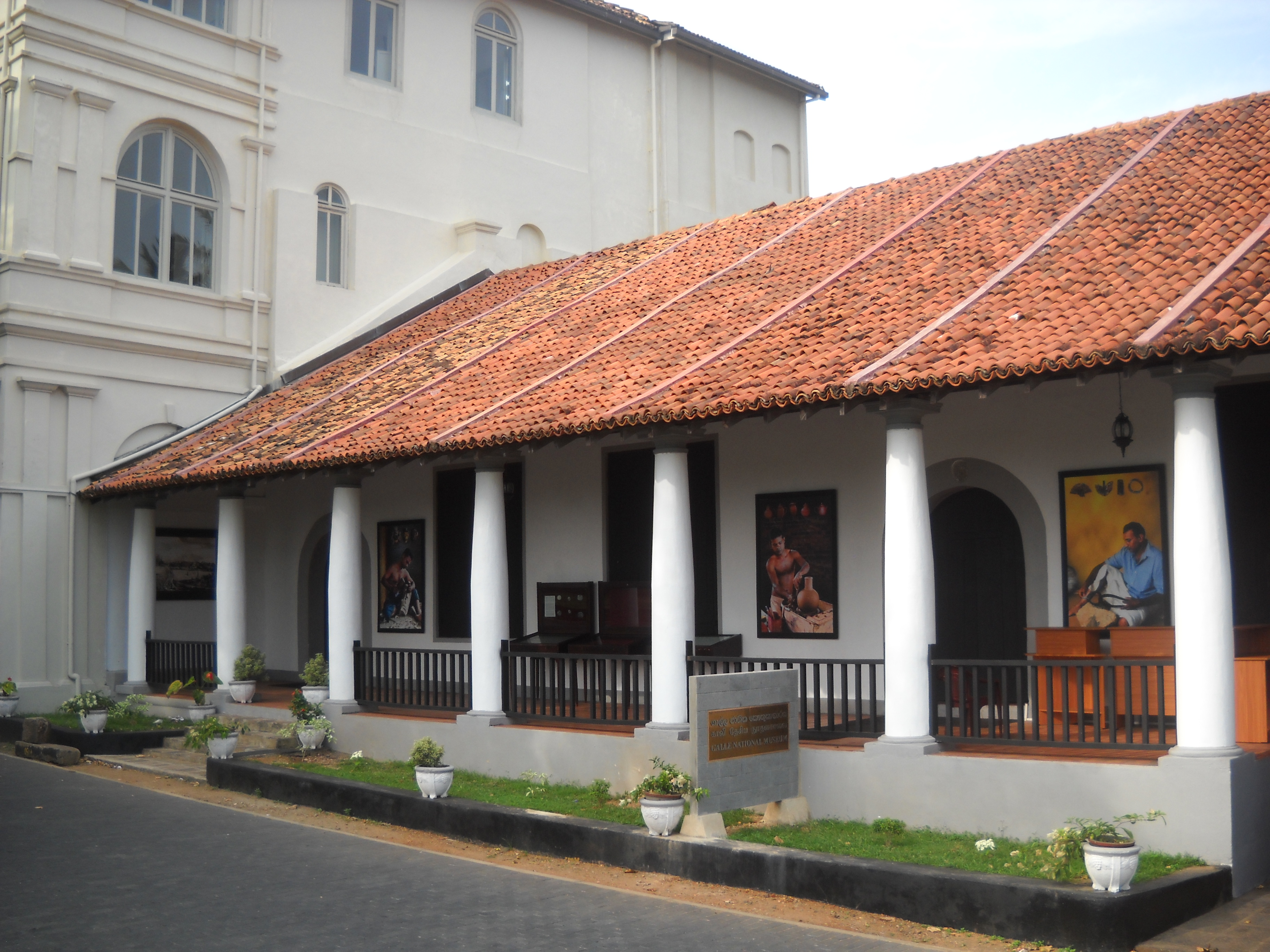
Az erődben található Nemzeti Múzeum